# Tibitin transversalis
Tibitin transversalis is een zakpijpensoort uit de familie van de Styelidae. De wetenschappelijke naam van de soort is voor het eerst geldig gepubliceerd in 1963 door Tokioka.